# 東宿
東宿（とうじゅく）は、福島県郡山市に所在する字である。郵便番号は963-8008。

## 地理
郡山市役所本庁所管地域である旧郡山地区に属し、住所としては「郡山市字東宿」と表記される。北で大名艮、東で向河原町、燧田、宮田、南で中島、燧田、西で駅前、大町とそれぞれ隣接する。JR東日本郡山駅構内北側とその東側の一角を範囲とする。駅ホーム北側の本線場内区域や留置線、車庫と駅西口側のペデストリアンデッキや駐車場を範囲とし、民家や商業施設は存在しない。駅前に所在する郡山警察署駅前交番、および堂前町に所在する郡山消防署本署がそれぞれ管轄にあたる。

## 世帯数と人口
2024年1月1日現在の世帯数と人口は以下の通りである。
| 町丁 | 世帯数 | 人口 |
| ---- | ------ | ---- |
| 東宿 | 0世帯  | 0人  |

## 小・中学校の学区
市立小・中学校に通う場合、学区は以下の通りとなる。
| 番地 | 小学校             | 中学校                 |
| ---- | ------------------ | ---------------------- |
| 全域 | 郡山市立赤木小学校 | 郡山市立郡山第二中学校 |

## 交通
JR東日本
- 東北新幹線・東北本線・磐越西線、磐越東線
  - 郡山駅（北側場内）

### 道路
- 一級市道75号向河原大町線（美術館通り）
  - ゆうゆう地下道（JRアンダーパス）
- 一般市道駅前二丁目東宿歩道1号線（ペデストリアンデッキ）

## 施設等
- JR東日本郡山総合車両センター 郡山派出所（磐越東線車庫）
- 郡山駅西口駐車場
- 郡山駅西口第二自転車等駐車場